# پیمان سمیپالاتینسک
پیمان منطقه بدون جنگ‌افزار هسته‌ای آسیای مرکزی به نام‌های دیگر پیمان سمیپالاتینسک یا پیمان سِمی، یک تعهد الزام‌آور حقوقی برای کشورهای منطقه آسیای مرکزی یعنی قزاقستان، قرقیزستان، تاجیکستان، ترکمنستان و ازبکستان مبنی بر منع تولید، ذخیره، آزمایش و در اختیارگیری جنگ‌افزار هسته‌ای است. این پیمان در ۸ سپتامبر ۲۰۰۶ در سایت تست سمیپالاتینسک قزاقستان امضا و با تصویب آن توسط هر ۵ کشور، در ۲۱ مارس ۲۰۰۹ اجرایی شد.

## تاریخچه

اعضای پیمان منطقه بدون جنگ‌افزار هسته‌ای آسیای مرکزی در نوامبر ۲۰۰۸
کشورهای امضا و تصویب کننده

اقدامات در جهت ایجاد یک منطقه بدون جنگ‌افزار هسته‌ای در سال ۱۹۹۲ با اعلامیه آلماتی آغاز شد. در سال ۱۹۹۷ مجمع عمومی سازمان ملل متحد با اجماع، طی قطعنامه‌ای ایجاد چنین منطقه‌ای را در آسیای مرکزی خواستار شد که در سال ۲۰۰۰ به تصویب رسید.
با آگاهی از عدم حمایت توسط قدرت‌های هسته‌ای برای ایجاد پیمانی مانند پیمان بانکوک، پنج عضو دائم شورای امنیت سازمان ملل متحد در مذاکرات شرکت داشتند.
در حالی که روسیه و چین از این پیمان با استقبال کردند، آمریکا، بریتانیا و فرانسه با آن مخالفت کرده و گفتند که بر اساس توافق‌های بین‌المللی پیشین، چون روسیه عضو اتحادیه کشورهای مستقل همسود است، حقوق و تعهدات پیمان سمی برای امضا کنندگان آن، الزام‌آور نیست.
همچنین آمریکا به اصل ایجاد هر محدوده‌ای که برهم زننده ترتیبات امنیتی موجود به ضرر امنیت منطقه‌ای و جهانی باشد یا باعث از دست رفتن حق ذاتی فردی یا جمعی تضمین شده در دفاع از خود بر اساس منشور ملل متحد باشد مخالف بود.
همچنین آمریکا به امکان ایران به درخواست برای پیوستن به این پیمان اعتراض کرد که در نتیجه این ماده حذف شد.
در نهایت، آمریکا، بریتانیا و فرانسه در مورد ممنوعیت امکان حمل و نقل سلاح‌های هسته‌ای از طریق خاک کشورهای عضو این پیمان اطمینان یافتند.
با وجود تلاش‌های آمریکا، بریتانیا و فرانسه برای جلوگیری از پیمان، در نهایت در سپتامبر ۲۰۰۶ امضا شد. با وجود استقبال از امضای این پیمان در جهان، آنها در دسامبر ۲۰۰۶ به قطعنامه مجمع عمومی سازمان ملل، رای منفی دادند.
همه پنج عضو دائم شورای امنیت (که همگی دارای جنگ‌افزار هسته‌ای هستند) پروتکل معاهده را در ۶ مه ۲۰۱۴ امضا کردند. این پروتکل به صورت الزام‌آور، هرگونه استفاده یا تهدید به استفاده از سلاح هسته‌ای از سوی قدرت‌های هسته‌ای علیه اعضای این پیمان را منع می‌کند.
تا ماه مه ۲۰۱۶ تمام اعضای دائمی شورای امنیت به جز آمریکا پروتکل را تصویب کرده‌اند.

## وضعیت اعضا

### اعضای رسمی
| نام کشور  | تاریخ امضا     | تاریخ تصویب    |
| قزاقستان  | ۸ سپتامبر ۲۰۰۶ | ۲۶ نوامبر ۲۰۰۸ |
| قرقیزستان | ۸ سپتامبر ۲۰۰۶ | ۲۲ مارس ۲۰۰۷   |
| تاجیکستان | ۸ سپتامبر ۲۰۰۶ | ۱۲ نوامبر ۲۰۰۸ |
| ترکمنستان | ۸ سپتامبر ۲۰۰۶ | ۱۹ آوریل ۲۰۰۸  |
| ازبکستان  | ۸ سپتامبر ۲۰۰۶ | ۲ آوریل ۲۰۰۷   |

### کشورهای امضا کننده پروتکل
| نام کشور            | تاریخ امضا | تاریخ تصویب    |
| چین                 | ۶ مه ۲۰۱۴  | ۱۷ اوت ۲۰۱۵    |
| فرانسه              | ۶ مه ۲۰۱۴  | ۱۷ نوامبر ۲۰۱۴ |
| روسیه               | ۶ مه ۲۰۱۴  | ۲۲ ژوئن ۲۰۱۵   |
| بریتانیا            | ۶ مه ۲۰۱۴  | ۳۰ ژانویه ۲۰۱۵ |
| ایالات متحده آمریکا | ۶ مه ۲۰۱۴  |                |